# Mantang

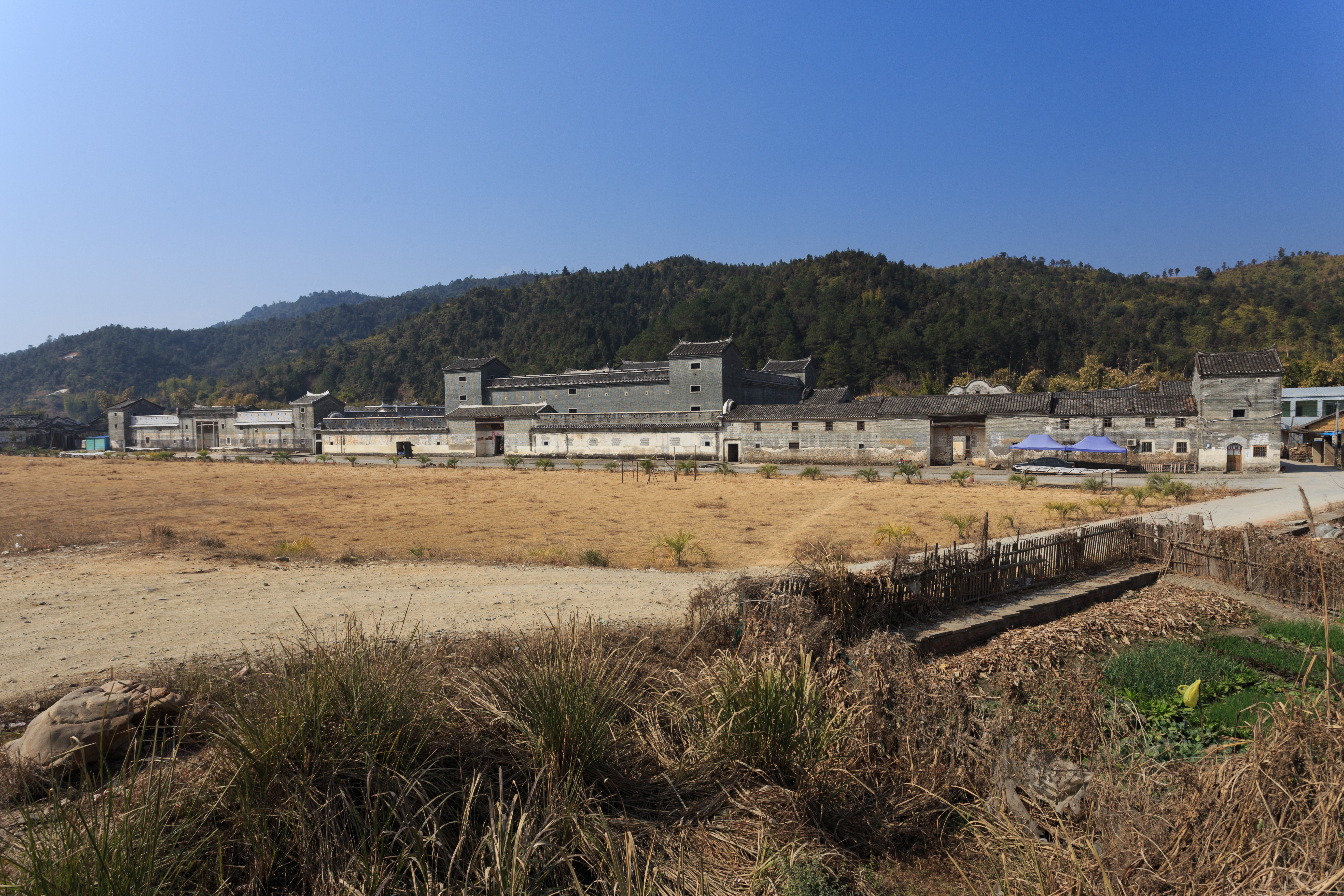
Mantang

Mantang (chinesisch 满堂村, Pinyin Mǎntáng Cūn) ist ein Dorf der Großgemeinde Aizi im Kreis Shixing der Stadt Shaoguan in der chinesischen Provinz Guangdong.
In Mantang liegt das Mantang Wei (chinesisch 满堂围, auch Mantang dawei 满堂大围; engl. Mantang Hakka Manor House). Dabei handelt es sich um ein umfriedetes Hakka-Dorf der Familie von Guan Qianrong (官乾榮). Es wurde in der Daoguang-Ära der Qing-Dynastie erbaut.
Mantang Wei steht seit 1996 auf der Liste der Denkmäler der Volksrepublik China (4-180).